# Сербский деспотат
Се́рбский деспота́т (серб. Српска деспотовина; греч. Δεσποτάτο της Σερβίας; болг. Сръбското деспотство) — государство на Балканском полуострове в XV—XVI веках, ставшее последним сербским государством, вошедшим в состав Османской империи. 
Несмотря на то, что битву на Косовом поле в 1389 году считают обычно концом средневековой Сербии, Сербский деспотат, как преемник Сербского царства, просуществовала ещё 70 лет, переживая в первой половине XV века возрождение политической и культурной жизни. В 1459 году деспотат был завоёван Османской империей и даже после этого ещё 80 лет продолжалось так называемое «венгерское изгнание» сербских деспотов, которые возродили деспотат в южной части Венгрии на территории Срема, приняв вассалитет от венгерского короля. Таким образом Сербская государственность просуществовала вплоть до 1540 года.

## Происхождение деспотата
В битве на Косовом поле 28 июня 1389 погибли князь Лазарь Хребелянович и османский султан Мурад I. Князю Лазарю наследовал его сын Стефан Лазаревич, а султану Мураду — Баязид I. Регентшей при молодом Стефане стала его мать, княгиня Милица. Милица отдала свою дочь, Оливеру, в жёны султану Баязиду.
Сербия стала вассалом Османского государства и Стефан Лазаревич обязан был участвовать в войнах султана. Сербы воевали в сражении при Ровине против валашского князя Мирчи I, а также в Никопольском сражении (1396) против венгерского короля Сигизмунда. После этого султан Баязид наградил Стефана землями Вука Бранковича в Косове, поскольку Бранкович во время битвы при Никополе перешёл на сторону венгерского короля.

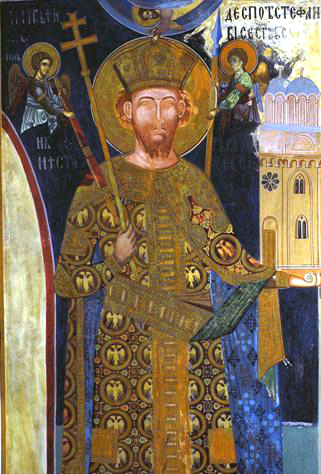
Стефан Лазаревич. Национальный музей Сербии

В 1400 году в османские земли вторгся Тимур. В Ангорской битве 28 июля 1402 года, в которой Тимур разгромил Баязида, участвовал и Стефан. Во время сражения султан Баязид был взят в плен. Возвращаясь обратно в Сербию, Стефан Лазаревич посетил в Константинополе императора Византии Мануила II, который дал ему титул «деспот». Раньше этот титул давался правителям государств-вассалов, но Византия была уже слишком слаба, чтобы принять под свою руку нового вассала — Сербию. Поэтому Стефан Лазаревич начал использовать титул деспот как знак своей независимости. Таким образом Сербия стала деспотатом.

## Правление деспота Стефана

### Консолидация
Уже во время поездки в Константинополь возникли сильные противоречия между Стефаном Лазаревичем и сыном его сестры Мары Юрием Бранковичем, вероятным наследником бездетного Стефана. Юрий сопровождал дядю, но был арестован византийскими властями. Стефана сопровождал также его брат Вук Лазаревич. Когда они возвращались в Сербию через Косово, владение Юрия Бранковича, на деспота напала армия Юрия. Сражение состоялось у Грачаницы. Сербскую армию возглавил Вук Лазаревич и одержал победу над племянником. Однако уже у Ново Брдо братья Лазаревичи рассорились, и дело дошло до того, что Вук уехал к претенденту на османский трон Сулейману Челеби.
После Ангорской битвы сыновья Баязида I сражались между собой. Полагаясь на волнения внутри Османской империи, Стефан Лазаревич присягнул королю Венгрии Сигизмунду (1404). Тот за это наградил сербского деспота Белградом, до этого времени пребывавшим в составе Венгрии. С этого времени Белград стал столицей Сербии, так как все прежние столицы (Скопье, Приштина, Прилеп и Крушевац) уже были под контролем турок-османов.
В течение следующих нескольких лет произошло множество событий в личной и семейной жизни князя Стефана. Сначала ему удалось освободить из плена свою сестру Оливеру, жену пленённого Тамерланом султана Баязида. Вскоре был заключён мир с Вуком Лазаревичем, братом Стефана. Князь женился (1405) на Катилине, дочери Франческо II Якопо Гаттилузио, правителя греческого острова Лесбос. В этом же году мать Стефана, Вука и Оливеры, Милица, умерла.
В 1408 году между братьями Стефаном и Вуком снова произошёл раздор. Вук объединился с султаном Сулейманом и Юрием Бранковичем и напал на земли Стефана (1409). Юрий Бранкович осадил Белград, и Стефан вынужден был пойти на уступки: его брату Вуку перешла Южная Сербия, и Стефан признал османский сюзеренитет. Однако уже вскоре раздор произошёл и в стане турок. Брат Сулеймана Муса Челеби восстал против султана, и Стефан Лазаревич принял сторону восставшего. Муса и Стефан потерпели поражение в сражении у Космидона недалеко от Константинополя, и Сулейман приказал Вуку занять Сербию прежде, чем Стефан вернётся. Вук был схвачен Мусой и казнён (1410). Стефан вернулся домой через Константинополь и вновь занял Южную Сербию, принадлежавшую ранее его казнённому брату.
В 1412 году Муса провозгласил себя султаном европейской части Османской империи. Он напал на Сербию, однако был побеждён Стефаном около Ново Брдо в Косово. Стефан заключил союз с сыном султана Баязида I Мехмедом, вместе с которым стал бороться против Мусы. Заручившись также поддержкой венгров, Стефан и Мехмед атаковали Мусу под Цаморлу у горы Витоша (совр. Болгария) и убили его. В результате этой войны Стефан присоединил к Сербии сербско-болгарскую область Жниполье и город Корпиян около Ниша, при том, что сам Ниш остался под контролем турок. Через год к власти в Османской империи пришёл Мехмед, и старые связи с ним Стефана обеспечили перемирие Сербии и возможность её восстановления.
Умерший (28 апреля 1421) последний князь Зеты завещал своё княжество со столицей в Подгорице своему дяде, Стефану Лазаревичу. Под власть сербского князя перешла также венгерская местность Сребреница. Эти приобретения, сопровождавшиеся улучшением отношений с Венгрией и Османской империей, стали основой восстановления могущества Сербии. Сербия вернула большинство своих этнических территорий, утерянных в результате битвы на Косовом поле.

### Сербское возрождение

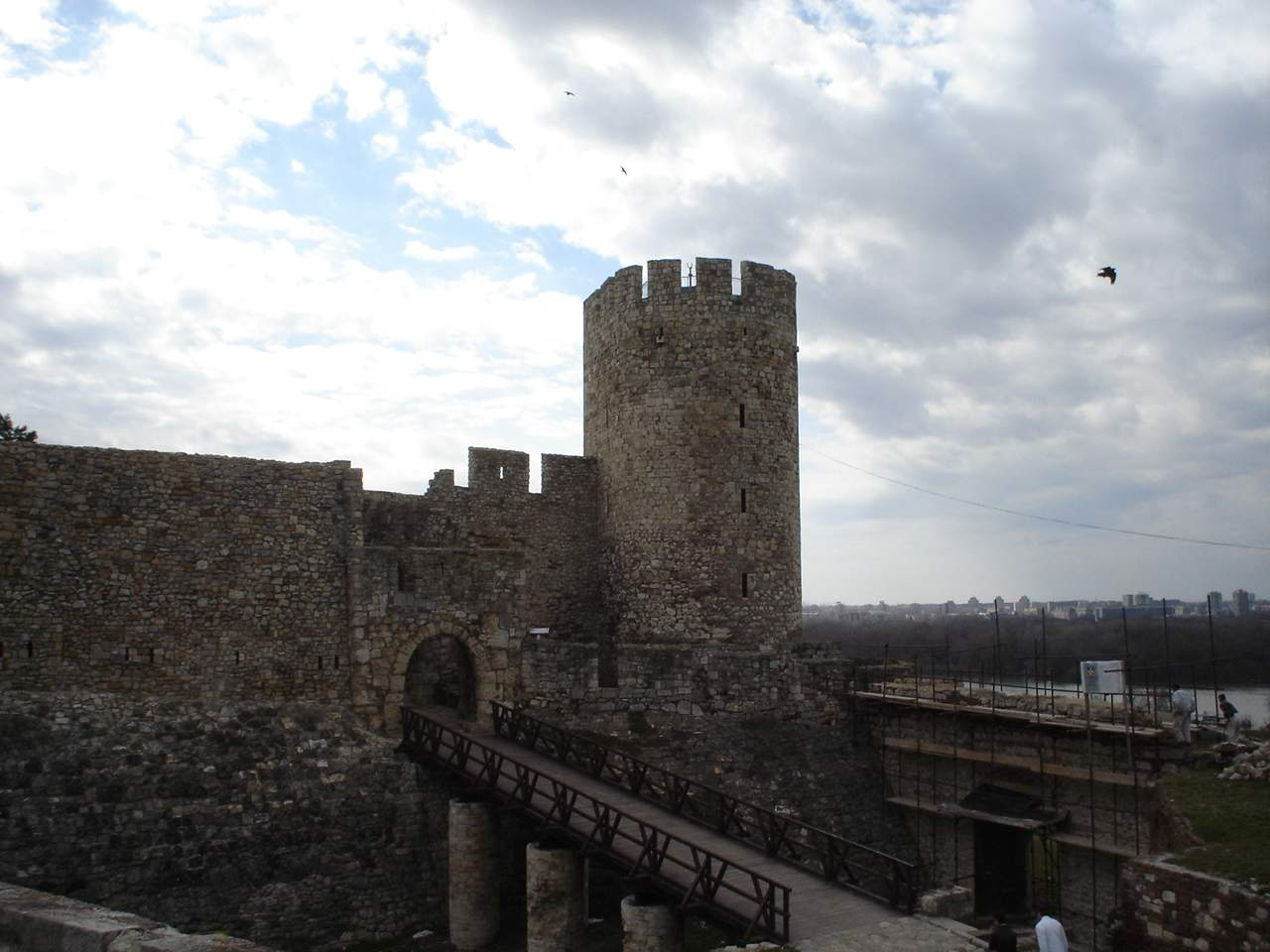
Башня Стефана Лазаревича в Белградской крепости

Деспот Стефан Лазаревич поддерживал всевозможное развитие искусства в Сербии и сам был поэтом, художником и мыслителем Ренессанса. Его Слово љубве («Слово о любви») — один из наиболее известных памятников сербской литературы. Он собрал самую большую на Балканах библиотеку.
Успешно балансировать между Османской империей и Венгрией помогали и богатые серебряные рудники Сребреницы и Ново Брдо. Белград стал одним из крупнейших городов Европы. В городе проживало более 100 тысяч человек.

## Правление Юрия Бранковича

### До войны с Турцией
В течение 15 лет Стефан Лазаревич то воевал со своим племянником Юрием Бранковичем, то мирился с ним, но будучи бездетным, всё же завещал ему престол (1426) незадолго до смерти (19 июля 1427). Законность деспотической власти Юрия подтвердил в 1429 году византийский император Иоанн VIII Палеолог.
Белград после смерти Стефана пришлось вернуть венграм, так как тот получил от них город как персональный удел. Богатые города на юге были очень близко к землям Османской империи, и Юрий решил построить (1428—1430) новую столицу в виде мощной крепости в Смедерево на Дунае, вблизи венгерской границы. Здесь проходила его жизнь с женой-гречанкой Ириной Кантакузиной. Её братья стали очень влиятельны при новом деспоте. Засилье греков вызывало недовольство среди народа. Ирину чернили, обвиняя в пороках. Считалось, что постройка Смедерева была капризом Ирины. Народные предания и поэзия окрестили гречанку Проклета Јерина (Ерина Проклятая). Однако ни один греческий источник не подтверждает этой критики.

### Османская оккупация
Период относительного мира с Османской империей закончился в 1438 году, когда к власти пришёл султан Мурад II. Его армия, возглавляемая им лично, напала на Сербию и разграбила её. Деспот Юрий бежал в Венгрию, оставив управлять страной своего сына Гргура и брата жены Ирины, Тома Кантакузина. После трёхмесячной осады Смедерево пало в августе 1439 года. В ведении сербов остался один крупный город — Ново Брдо, окрещённый «матерью всех городов» — но и этот крупный центр был захвачен османами 27 июня 1441 года. Единственной незахваченной частью Сербии оставалось княжество Зета. В 1441 году султан назначил Ишак-Бега первым наместником Сербии, в 1443 году Ишак был заменен на Ису-Бея.

### Возвращение Юрия Бранковича
В Венгрии Юрию Бранковичу удалось уговорить влиятельных людей и воевод для формирования коалиции против турок. Была сформирована широкая христианская коалиция, которую возглавил воевода Янош Хуньяди. К ней примкнули румыны и валахи, ведомые Владом II Дракулом. Они выдвинулись к границам Сербии и Болгарии в сентябре 1443 года. Сербия была полностью освобождена от турок 15 августа 1444 года.
Очень непросто было Юрию балансировать между двумя силами — Востоком и Западом. В 1447—1448 году Юрий помог византийскому императору усилить защитные укрепления и стены Константинополя, однако вынужден был дать отряды султану Мехмеду II для войны с Византией. 29 мая 1453 года под ударами турок Константинополь пал. На следующий год султан Мехмед снова напал на Сербию, наконец захватив Ново Брдо и заставив Юрия передать ему всю Южную Сербию. Деспот Юрий умер 24 декабря 1456 года в Смеде.

## Правление Лазаря Бранковича
Деспот Лазарь Бранкович, сменивший на престоле своего отца, Юрия Бранковича, видя и понимая, что Сербия очень слаба, чтобы нанести поражение Османской империи и отвоевать потерянные земли, предпочёл заключить с султаном мир в январе 1457 года. По условиям мира турки возвращали Лазарю большинство отцовских земель и обещали не нападать на Сербию, а он, в свою очередь, должен был уплатить дань. Спасённый от южной угрозы, Лазарь простёр свои интересы на север, где происходили множественные приграничные конфликты с Венгрией. Он сумел захватить город Ковин, который стал первым сербским городом на левом берегу Дуная. 20 января 1458 года Лазарь Бранкович умер.

## Правление Стефана Бранковича
Поскольку Лазарь умер, не оставив сыновей, после его смерти был сформирован триумвират регентов — его брат Стефан Бранкович, жена Лазаря Елена Палеолог и Михаил Ангелович (великий воевода при Лазаре, губернатор Рашки и родной брат великого визиря Махмуда-паши). Однако после того, как Ангелович тайно впустил в Смедерево отряд турок, он был арестован и отправлен в тюрьму в Венгрию в марте 1458 года, после чего Стефан Бранкович стал единоличным деспотом Сербии. Годом спустя Бранкович решил женить свою племянницу, дочь деспота Лазаря, Марию, на наследнике сербского престола, сыне боснийского короля Степана Томаша Стефане Томашевиче. Не дожидаясь свадьбы с Марией, Стефан Томашевич объявил себя новым деспотом Сербии 21 марта 1459 года и спустя две недели сослал бывшего деспота Стефана Бранковича в Венгрию.

## Стефан Томашевич и падение Сербии
Стефан Томашевич считается одним из самых неудачных балканских правителей в эпоху Средневековья. За пять лет правления он проиграл все войны с Османской империей и потерял два государства — Сербию в 1459 и Боснию в 1463 году. Избрание его новым деспотом Сербии подняло крайние волнения в народе, однако его поддерживал отец, король Боснии Степан Томаш. Ко времени начала правления Стефана размеры Сербии не превышали окрестностей Смедерева, поэтому султан Мехмед II решил завоевать остатки Деспотии. Турки дошли вплотную до Смедерева, правитель и его окружение не смогли защитить город, более того, боснийцам было разрешено покинуть Сербию. 20 июня 1459 года Сербия была завоевана Османской империей.

## «Венгерская эмиграция», Сербский деспотат в Среме (1471—1540)
Османы захватили Сербский деспотат, что вызвало некоторые волнения в Венгрии. Однако Европа признала то, что де-юре Сербия постоянно находилась в вассальной зависимости от Османской империи, поэтому сочла убедительной причину вторжения турок в Сербию — предотвращение внутреннего конфликта. Тем не менее, падение Сербии означало прямой выход Османской империи к границам Венгрии. 

Из соображений безопасности и желания сохранить остаток территорий (многие территории Венгрии уже были под контролем Османской империи, а часть земель имели только формальное подчинение) венгерский король Матьяш Корвин на территории Срема возродил Сербский деспотат с признанием деспотами вассалитета. Начался так называемый период «венгерской эмиграции». Сремский деспотат выполнял роль буфера между Венгрией и Османской империей. Сербские деспоты Срема должны были поддерживать Венгрию в войнах и платить дань. На деспотов также была возложена обязанность контролировать всех сербов, живущих в Венгрии. Первым сербским деспотом в Среме в 1471 году стал князь из рода Бранковичей Вук Гргорович, сын Гргора Юровича, внук Георгия Бранковича. Он провёл успешные рейды против турок. В результате этих побед сербов и венгров турки на протяжении нескольких лет не решались атаковать венгерское приграничье и сербский Срем. 

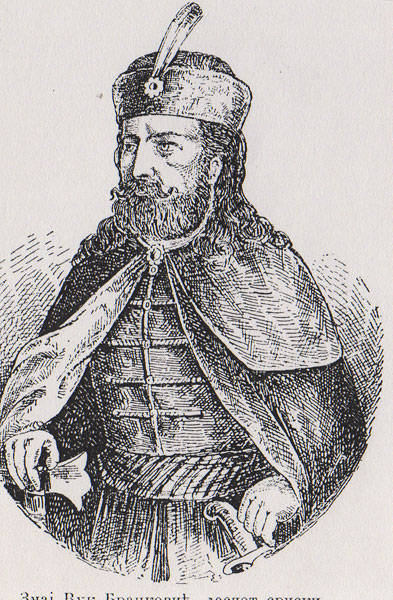
Вук Гргорович

Некоторые деспоты Срема, как например Иоанн Бранкович, пытались воевать с турками на территории Боснии и самой Сербии, пытаясь возродить государство. Им удалось расширить влияние Срема, но основные цели достигнуть так и не удалось. Вскоре большая часть Венгрии перешла под контроль Османской империи в результате кровопролитных войн. В 1504 году на сербском престоле прервался род Бранковичей, после чего сначала к власти пришёл хорватский род Бериславичей, затем — поочерёдно правили представители Божичей, Бакичей и Стильяновичей. 
По мере усиления османского влияния в регионе титул деспота становился всё более номинальным. После поражения Венгрии в Мохачской битве в 1526 году деспот Сербии в Среме Стефан Бериславич фактически стал просто главой сербской общины на территории Венгрии. Под его властью находились лишь небольшая территория на границе с Османской империей. Все же в этот период был последний краткий период Сербской государственности. Новый правитель Срема, Йован Ненад, объявившийся вскоре после Мохачской битвы, смог выбить турок-османов из Бачки, части Боснии и Срема, провозгласив себя царем Сербии. 
К этому времени часть Венгрии находилась под протекторатом австрийских Габсбургов. Таким образом в разные периоды деспоты Срема были вассалами то империи Габсбургов, то Османской империи. Последний деспот Стефан Штилянович уже не обладал никаким суверенитетом; в его ведении находились лишь вопросы местного самоуправления. Раздел Венгрии между Османской империей и Габсбургской Австрией в середине XVI века положил конец сербской государственности в Среме в 1540 году.

## Деспоты Сербии

### Правители Сербии в Белграде и Смедерево
| Годы правления       | Имя                                                                 |
| -------------------- | ------------------------------------------------------------------- |
| 1402—1427            | Стефан Лазаревич                                                    |
| 1427—1439; 1444—1456 | Юрий Бранкович В 1439—1444 установилось прямое турецкое управление. |
| 1439—1443            | Исхак-бей Османский наместник                                       |
| 1443—1444            | Иса-Бей Османский наместник                                         |
| 1456—1458            | Лазарь Бранкович                                                    |
| 1458—1459            | Стефан Бранкович                                                    |
| 1459                 | Стефан Томашевич                                                    |

### Деспоты Сербии в Среме. «Венгерская эмиграция».
| Годы правления | Имя                                                                |
| -------------- | ------------------------------------------------------------------ |
| 1471—1485      | Вук Гргорович Бранкович                                            |
| 1486—1492      | Джордже Бранкович                                                  |
| 1492—1502      | Иоанн Бранкович                                                    |
| 1503—1514      | Иваниш Бериславич                                                  |
| 1514—1526      | Стефан Бериславич получил титул деспота в 1520 году                |
| 1526—1527      | Йован Ненад Чёрный правил как самопровозглашенный царь Сербии      |
| 1527—1528      | Радич Божич                                                        |
| 1528—1530      | Радослав Челник правил как воевода Срема, вассал Османской империи |
| 1530—1537      | Павель Бакич получил титул деспота в 1537 году                     |
| 1537—1540      | Стефан Штильянович                                                 |